# Xanthopimpla pedator
Xanthopimpla pedator är en stekelart som först beskrevs av Fabricius 1775.  Xanthopimpla pedator ingår i släktet Xanthopimpla och familjen brokparasitsteklar. Inga underarter finns listade i Catalogue of Life.